# Simpson
För andra betydelser, se Simpson (olika betydelser).
Simpson är ett vanligt amerikanskt efternamn. I Sverige finns det 103 personer med efternamnet. Det finns fyra män och en kvinna i Sverige som heter Simpson i förnamn, ingen har dock namnet som tilltalsnamn.

## Kända personer som heter Simpson
- Alan K. Simpson
- Ashlee Simpson
- Charlie Simpson
- Cody Simpson
- Don Simpson
- George Simpson (guvernör)
- George Simpson (friidrottare)
- George Gaylord Simpson
- Graham Simpson
- Heli Simpson
- James Young Simpson
- Jack Simpson
- Jennifer Simpson
- Jessica Simpson
- Joe Simpson
- Joe Simpson (ishockeyspelare)
- Julienne Simpson
- Lynn Simpson
- Mark Simpson
- Mike Simpson
- Milward L. Simpson
- Mona Simpson (författare)
- O.J. Simpson
- Pascal Simpson
- Peter Simpson
- Red Simpson
- Tom Simpson
- Thomas Simpson
- Wallis Simpson
- Veldon Simpson
- Will Simpson
- Sherone Simpson